# Vânătorii Mici
Vânătorii Mici è un comune della Romania di 4 667 abitanti, ubicato nel distretto di Giurgiu, nella regione storica della Muntenia.
Il comune è formato dall'unione di 8 villaggi: Corbeanca, Cupele, Izvoru, Poiana lui Stângă, Vâlcelele, Vânătorii Mari, Vânătorii Mici, Zădăriciu.